# كلارنس بوث
كلارنس بوث (بالإنجليزية: Clarence Booth)‏ هو لاعب كرة قدم أمريكية أمريكي، ولد في 4 سبتمبر 1919 في تشايلدريس في الولايات المتحدة، وتوفي في 23 أبريل 1974 في جنكشن في الولايات المتحدة.